# Class 90
Pour les articles homonymes, voir Class.

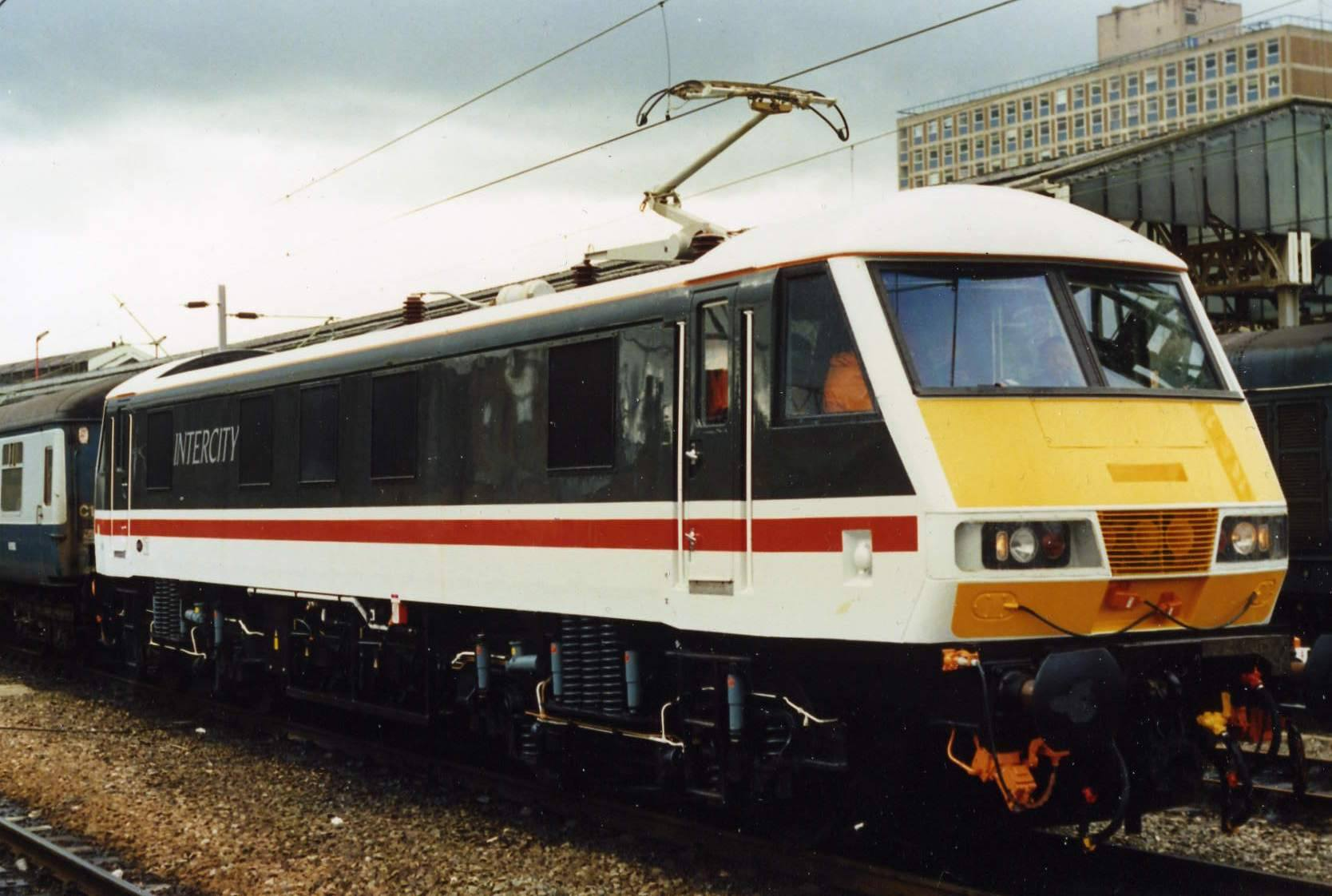
Première machine livrée en 1987.

La Class 90 est une série de 50 locomotives électriques britanniques commandées par British Rail pour le programme de modernisation de son réseau à la fin des années 1980. 

## Histoire
Ces locomotives ont été construites entre 1987 et 1990 par BREL à Crewe dans le cadre d'un contrat de sous-traitance avec GEC.

## Affectation
| sous-classe | Série              | Opérateur      | Remarques |
| ----------- | ------------------ | -------------- | --- |
| 90/0        | 90001-90015        | Greater Anglia | |
| 90/0        | 90017-90040, 90050 | DB Schenker    | 90019, 90021 et 90024 sont en livrée First ScotRail. Les 90018 et 90029 sont en livrée rouge DB Schenker. La 90050 n'est plus en service depuis un incendie en 2004. |
| 90/0        | 90016, 90041-90049 | Freightliner   | 90042 a brûlé le 30 aout 2011 en tractant un train de container de Coatbridge à Felixstowe.                                                                          |